# Sindrom toksičnog šoka
Sindrom toksičnog šoka je rijetka i po život opasna komplikacija bakterijske infekcije. Često je povezana s korištenjem upijajućih tampona i kontracepcijskih spužvi. Uzrokuju ga egzotoksini stafilokoka ili streptokoka. Simptomi mogu uključivati groznicu, osip, ljuštenje kože, nizak krvni tlak, višestruko zahvaćanje organa koje može brzo napredovati u teški i nepopravljivi šok. Mogu postojati i simptomi povezani sa specifičnom infekcijom, poput mastitisa, osteomijelitisa ili upale pluća. Sindrom je prvi put opisan 1927.
Sindrom toksičnog šoka sa streptokokom ponekad se naziva sindromom sličnim toksičnom šoku. Temeljni mehanizam njegovog nastanka uključuje proizvodnju superantigena tijekom invazivne streptokokne infekcije ili lokalizirane stafilokokne infekcije. Rizični faktori za stafilokokni tip su uporaba visoko upijajućih tampona i kožne lezije kod male djece karakterizirane povišenom temperaturom, niskim krvnim tlakom, osipom, povraćanjem i/ili proljevom te zatajenjem više organa. Dodatni rizični faktorisu ozlijede na koži ili kirurški zahvati. Dijagnoza se postavlja klinički i izolacijom uzročnika hemokulturama (za streptokok) ili iz uzoraka s mjesta upale. Incidencija streptokoknog toksičnog šoka u Sjedinjenim Američkim Državama je 3 na 100 000 stanovnika godišnje, a stafilokokni TSS u 0.5 na 100 000 godišnje. Pojava toksičnog šoka je češća u zemljama u razvoju.

## Liječenje
Liječenje predviđa intravensku rehidrataciju, terapiju antibioticima, inciziju i drenažu apscesa te intravensku primjenu imunoglobulina. Preporučuje se da se odmah odstrane tamponi, dijafragme i druga strana tijela. Sumnjiva mjesta primarne infekcije treba pomno dekontaminirati. Magnetska rezonancija ili kompjuterizirana tomografija mekog tkiva pomaže pri lokalizaciji mjesta infekcije. Dekontaminacija predviđa reinspekciju i ispiranje kirurških rana, čak i ako se doimaju zdravima; ponovljeni debridman nekrotičnih tkiva i ispiranje mjesta koja mogu biti kolonizirana prirodnim putem (sinusi, rodnica). Za sprječavanje ili liječenje hipovolemije, hipotenzije ili šoka daju se tekućine i elektroliti. Pošto se po cijelom tijelu može dogoditi gubitak tekućine u tkiva, šok može biti težak i otporan. Ponekad je potrebno agresivna rehidratacija i potpora krvotoku. Ukupni rizik od smrti iznosi oko 50% kod streptokokne bolesti, a 5% kod stafilokokne bolesti. Smrt može nastupiti u roku od 2 dana.

## Povijest
Naziv "sindrom toksičnog šoka" prvi je primijenio dr. James K. Todd 1978. Dr. Philip M. Tierno Jr., direktor kliničke mikrobiologije i imunologije u Medicinskom centru Sveučilišta u New Yorku Langone, pomogao je u utvrđivanju da tamponi stoje iza slučajeva sindroma toksičnog šoka (TSS) početkom 1980-ih. Za porast slučajeva TSS-a, Tierno okrivljuje puštanje na tržište tampona veće apsorpcije napravljenih od rayona 1978. godine, kao i relativno nedavnu preporuku proizvođača da se tamponi koriste tijekom noći. Međutim, kasnija meta-analiza otkrila je da sastav materijala tampona nije izravno povezan s učestalošću sindroma toksičnog šoka, dok je sadržaj kisika i ugljičnog dioksida pri uzimanju menstrualne tekućine snažnije povezan.
Godine 1982. pokrenut je slučaj Kehm v. Proctor & Gamble, gdje je obitelj Patricije Kehm tužila Procter & Gamble za njenu smrt od TSS-a 6. rujna 1982. Pacijentica je koristila tampone marke Rely. To je bio prvi uspješan slučaj protiv tvrtke Procter & Gamble, koja je platila 300.000 dolara kompenzacijske štete obitelji Kehm. Ovaj se slučaj može pripisati povećanju broja propisa i ispitivanja sigurnosnih protokola za trenutne zahtjeve FDA -e.

## Faktori rizika
Dokazani čimbenici rizika za razvoj TSS-a su nedavni porođaj, upotreba tampona, nedavna infekcija stafilokokom, nedavni kirurški zahvat i strana tijela u tijelu.
FDA predlaže sljedeće smjernice za smanjenje rizika od dobivanja TSS-a pri upotrebi tampona:
- Odabrati najmanju upijajuću razinu potrebnu za protok (test upijanja odobrila je FDA)
- Slijediti upute i smjernice za umetanje i upotrebu tampona (nalaze se na naljepnici kutije)
- Mijenjati tampon barem svakih 6 do 8 sati ili češće ako je potrebno
- Naizmjenična upotreba tampona i uložaka
- Izbjegavajte korištenja tampona preko noći ili za vrijeme spavanja
- Povećati svijest o znakovima upozorenja o sindromu toksičnog šoka i drugim zdravstvenim rizicima povezanim s tamponom (i ukloniti tampon čim se primijeti faktor rizika)

FDA također savjetuje onima s poviješću TSS-a da ne koriste tampone, te da ih zamijene drugim proizvodima intimne higijene za upijanje i prikupljanje menstrualne krvi. Ostali dostupni proizvodi za menstrualnu higijenu su ulošci, menstrualne čašice, menstrualni diskovi i menstrualne gaćice.
Slučajevi TSS-a povezanih s tamponima vrlo su rijetki u Velikoj Britaniji i Sjedinjenim Državama. Kontroverzna studija koju je proveo Tierno otkrila je da će tamponi od pamuka rjeđe dovesti do TSS-a od tampona proizvedenih u uvjetima u kojima TSS može rasti. To je učinjeno izravnom usporedbom 20 marki tampona, uključujući konvencionalne tampone od pamuka/rajona i tampone od 100% organskog pamuka. U nizu studija provedenih nakon ove početne tvrdnje pokazalo se da su svi tamponi (bez obzira na sastav) slični po svom učinku na TSS i da tamponi napravljeni od rayona nemaju povećanu incidenciju TSS -a. Umjesto toga, tampone je potrebno odabrati na temelju minimalne ocjene upijanja potrebne za apsorpciju protoka koji odgovara pojedincu.
Morske spužve se prodaju i kao proizvodi za menstrualnu higijenu. Studija Sveučilišta u Iowi iz 1980. otkrila je da komercijalno prodane morske spužve sadrže pijesak, šljunak i bakterije. Stoga bi morske spužve također mogle uzrokovati sindrom toksičnog šoka.
Studije su pokazale neznatno veće srednje razine žive kod korisnika tampona u usporedbi s korisnicima koji nemaju tampone. Nema dokaza koji pokazuju vezu između uporabe tampona i biomarkera upale.